# Túna
Túna (también llamada "Tûn") es una colina ficticia que forma parte del legendarium creado por el escritor británico J. R. R. Tolkien y que aparece en su novela póstuma El Silmarillion. Es una elevada colina verde levantada por los eldar en cuya cima se encontraba la ciudad de Tirion, ubicada cerca de la bahía de Eldamar, en las Tierras Imperecederas.

## Geografía e historia
Túna está situada en el valle del Calacirya (la "Quebrada de la Luz"), que fue abierto por los Valar en las Pelori para que los eldar pudieran ver las estrellas, ya que al nacer fue lo primero que vieron y desde entonces sentían un gran amor hacia estas. Por ello, los eldar levantaron en el Calacirya la colina.
En lo alto de Túna, está situada la ciudad de Tirion, principal asentamiento élfico en el oeste de Aman, en cual habitaron Vanyan y Noldor como amigos durante un largo tiempo y a la que se accedía por una escalera de cristal.